# Gae Bolga

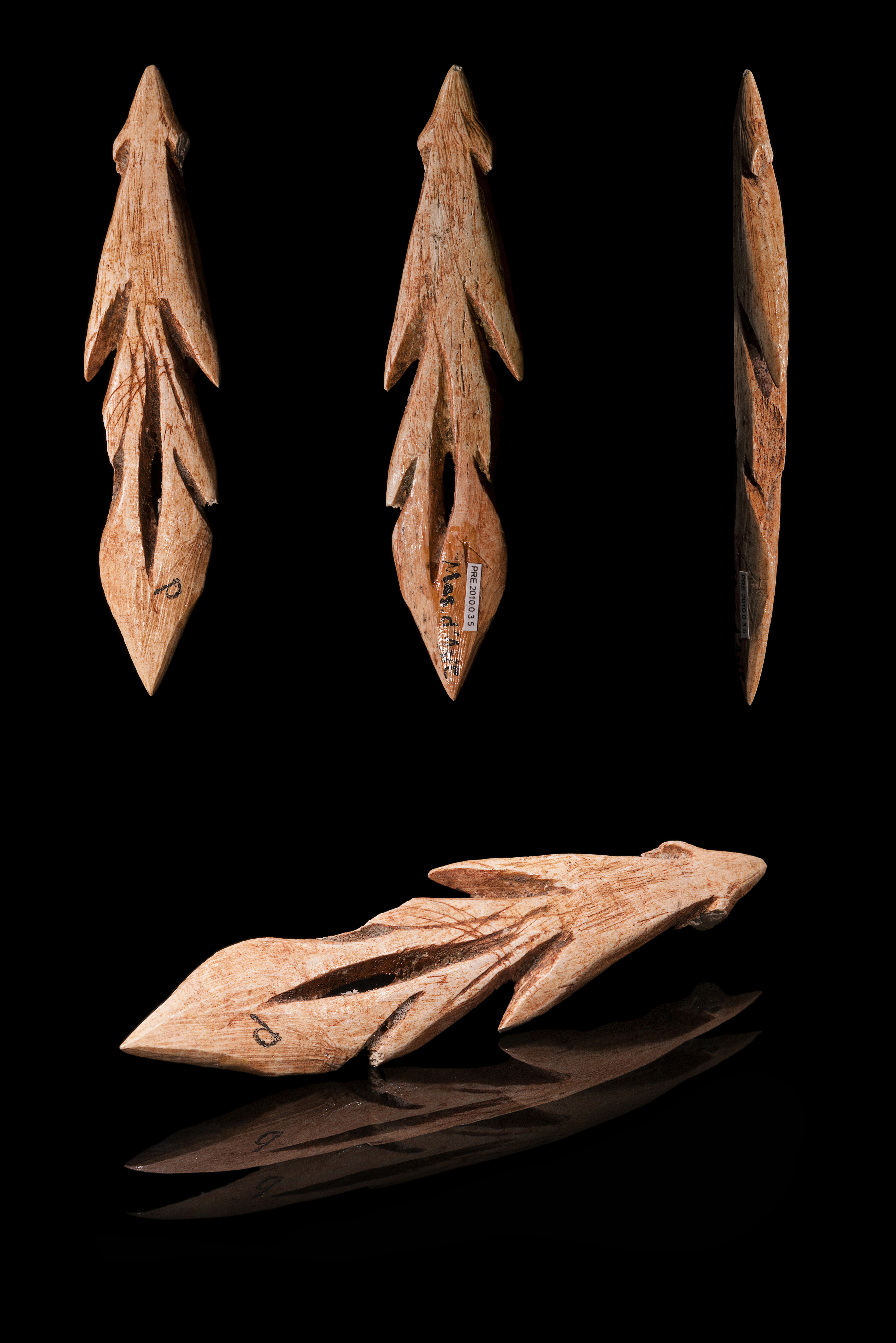
Steinzeit-Harpunen aus Knochen

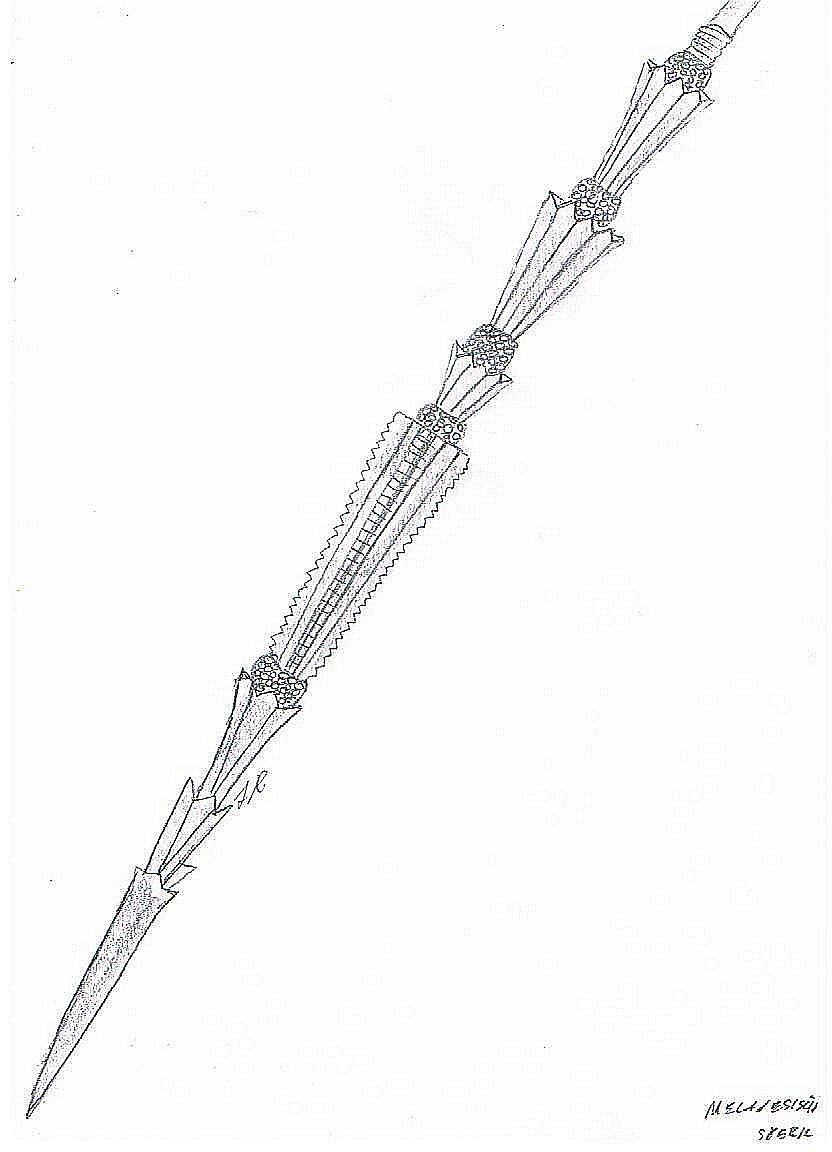
Melanesischer Speer mit gleicher Wirkung wie der Gae Bolga

Gae Bolga [gai 'bolga] („Speer der Todesqual“?, „gekerbter Speer“?), auch Gáe Bolga, Gáe Bulga, Gáe Bulg oder Gáe Bolg, ist in der irischen Mythologie die geheimnisvolle Harpunen-Waffe Cú Chulainns. Der Name setzt sich zusammen aus dem erschlossenen keltischen Wort *gaiso-/*gēso- („Speer“; altirisch gae, kymrisch gwayw), sowie keltisch  *bolga- („[Leder-]Sack“, „Bauch“, „Blasebalg“; altirisch bolg, kymrisch bol). Dies weist auf eine Harpune mit luftgefüllter Tierblase hin, ähnlich der bei den Eskimo verwendeten Jagdwaffe.

## Mythologie
Nach einer Überlieferung soll der Gae Bolga aus dem Knochen eines Seeungeheuers geschnitzt worden sein. Er  wurde Cú Chulainn von der schottischen Krieger-Königin Scáthach am Ende seiner Ausbildung übergeben. Dieser Speer kann nur unter Wasser gebraucht werden, wobei er zwischen großer und zweiter Zehe eingeklemmt und so nach oben geschleudert werden musste. Er drang in den Körper des Gegners ein, wobei sich die Widerhaken öffneten und dadurch unheilbare Wunden in die Gedärme rissen.
Mit dem Gae Bolga tötete Cú Chulainn nach der Erzählung Táin Bó Cuailnge („Der Rinderraub von Cooley“) beim Zweikampf an der Furt seinen Ziehbruder Fer Diad, den Sohn von Fergus mac Róich und in der Sage Aided Oenfir Aífe („Der Tod von Aoifes einzigem Sohn“) beim Zweikampf am Meeresufer seinen Sohn Connla, den er mit Scathachs Schwester Aoife gezeugt hatte.
Speziell gestaltete Speerspitzen sind bei den Kelten häufig archäologisch nachgewiesen worden, so hatten die Lusitanier solche mit Widerhaken, in der Mythologie trug der Gott Midir eine Lanze mit mehreren Spitzen und im Gododdin werden die vierspitzigen pedryollt erwähnt.